# لازارو كارديناس
لازارو كارديناس ديل ريو؛ 21 مايو، 1895- 19 أكتوبر، 1970، كان جنرالًا في الجيش الدستوري خلال الثورة المكسيكية، ورجل دولةٍ شغل منصب رئيس المكسيك بين عامي 1934 و1940. اشتهر بتأميم صناعة النفط في عام 1938، وتأسيس شركة النفط الحكومية بريميكس. أنعش أيضًا الإصلاح الزراعي في المكسيك، وصادر ملكيات العقارات السكنية الضخمة ووزع الأرض على صغار المُلاك في الملكيات المشتركة. على الرغم من أنه لم ينحدر من ولاية سونورا، التي سيطر جنرالاتها على السياسات المكسيكية في عشرينيات القرن العشرين، فإن كارديناس كان مُخلصًا للجنرال السونوري والرئيس السابق بلوتاركو إلياس كاليس (1924-1928). أسس كاليس الحزب الوطني الثوري (بّي إن آر) في أعقاب اغتيال الجنرال السونوري ألفارو أوبريغون، الذي شغل منصب الرئيس في الفترة بين عامي (1920-1924) وكان الرئيس المُنتخب في عام 1928. اختار كاليس كارديناس بعناية ليكون مرشحه في عام 1934 للترشح للرئاسة. في حين أن كاليس لم يحمل لقب الرئيس، إلا أنه كان السبب وراء قوة الرئاسة، وكان متوقعًا منه أن يصون هذا المنصب عندما تولاه كارديناس. مع ذلك، كان كارديناس يتفوق عليه سياسيًا وتمكن في النهاية من نفي الرئيس السابق، الأمر الذي أدى إلى ترسيخ شرعية كارديناس وسلطته خلال الوقت المتبقي له في المنصب. في عام 1938، غير كارديناس هيكلية الحزب الذي أسسه كاليس، وأنشأ حزب الثورة المكسيكي (بّي آر مي)، وذلك على أساس التمثيل القطاعي للفلاحين من خلال اتحادات الفلاحين، والعمال النقابيين، والمهنيين والجيش المكسيكي. كان دمج الجيش مع الحزب خطوة مدروسة لتقليص سلطة الجيش ومنع تدخله التقليدي في السياسة من خلال الانقلابات العسكرية. أحد الإنجازات المهمة لكارديناس هي تنازله الكامل عن السلطة لصالح خلفه المُنتخب، مانويلا كافيلا كاماشو، في عام 1940، الذي كان معتدلًا سياسيًا بدون سجل عسكري مميز. كان كارديناس مُبجّلًا بوصفه «المؤسس الراديكالي الأعظم للثورة المكسيكية»، وذلك بسبب إعادة إحيائه لأهدافها، ولكنه انتُقد أيضًا لأنه كان «شعبويًا سلطويًا». وفقًا للعديد من استطلاعات الرأي والتحليلات، يُعتبر كارديناس أشهر رئيس مكسيكي في القرن العشرين.

## نشأته وحياته المهنية

مركز التعاون الإقليمي لتعليم الكبار في أمريكا اللاتينية ومنطقة البحر الكاريبي

وُلد كارديناس ديل ريو في 21 مايو، 1895، فردًا في عائلة من الطبقة المتوسطة الدنيا، مؤلفة من ثمانية أطفال في قرية جيكيلبان، ميتشوكان، حيث كان والده يمتلك صالة بلياردو. بعد وفاة والده، أعال كارديناس عائلته منذ عمر السادسة عشر (بما في ذلك والدته وسبعة أشقاء صغار). في سن الثامنة عشر، عمل جابي ضرائب، وخادم في مطبعة وحارس سجن. على الرغم من أنه ترك المدرسة في سن الحادية عشر، فقد استغل كل فرصةٍ لتثقيف نفسه والقراءة على نطاق واسع خلال حياته، وخاصة الأعمال التاريخية.

### حياته العسكرية
كان كارديناس يطمح أن يصبح معلمًا، لكنه سُحب إلى الجيش خلال الثورة المكسيكية بعد إطاحة فيكتوريانو ويرتا للرئيس فرانسيكسو ماديرو في فبراير عام 1913. كان ميتشواكان بعيدًا عن العمل الثوري الذي كان سبب وصول ماديرو إلى الرئاسة المكسيكية، لكن بعد انقلاب ويرتا واغتيال ماديرو، انضم كارديناس إلى مجموعة من الزاباتيستيين، لكن قوات ويرتو فرّقت المجموعة، حيث كان كارديناس يعمل قبطانًا وصرّاف رواتب. نظرًا لأن القوى الثورية كانت عبارة عن منظمات تطوعية، فإن موقعه القيادي كان دليلًا على مهاراته، وبالتالي يعطي تصورًا بأنه سيكون أمينًا في الأمور المالية. رافقته كلتا الصفتين خلال مسيرته اللاحقة. هرب من القوات الفيدرالية في ميتشوكان وانتقل شمالًا حيث عمل مبدئيًا مع ألفارو أوبريغون، ثم بانشو فيلا، وبعد عام 1915 عندما هُزم فيلا أمام أوبريغون لصالح بلوتاركو إلياس كاليس، الذي كان يخدم لدى الزعيم الدستوري، فينوستيانو كارانسا. على الرغم من أن كارديناس كان من ولاية ميتشوكان الجنوبية، فإن تجاربه الرئيسية في الثورة كانت مع الشماليين الدستوريين، الذين فاز فصيلهم. عمل بشكل خاص تحت قيادة كاليس الذي كلفه بالعمليات العسكرية ضد هنود يوكوي وضد الزاباتيستيين في ميتشوكان وغاليسكو، وترقى خلال هذه الفترة إلى منصب قائد ميداني بصفة جنرال، ومن ثم في عام 1920 وبعد الإطاحة بكارانسا على يد الجنرالات الشماليين، مُنح كارديناس رتبة قائد لواء في سن الخامسة والعشرين. عُيّن كارديناس حاكمًا مؤقتًا لدولته الأصلية ميتشواكان خلال الفترة الرئاسية الوجيزة لأدولف دي لا ويرتا.

### خدمته في عهد الرئيس كاليس
كان كارديناس أحد رعايا كاليس السياسيين، لكن معلمه الأيديولوجي كان الجنرال الثوري فرانسيسكو جي. موجيكا، وهو اشتراكي علماني مناهض للإكليروس بشدة. عين الرئيس كاليس كارديناس رئيسًا للعمليات العسكرية في واستيكا، وهي منطقة مُنتجة للنفط على ساحل الخليج. شهد كارديناس بشكل مباشر عمليات شركات النفط الأجنبية. استخرجت شركات النفط الأمريكية في واستيكا النفط، وتجنبت الضرائب المُستحقة للحكومة المكسيكية، وتعاملت مع المنطقة على أنها «منطقة مُحتلة». أُرسل موجيكا أيضًا إلى واستيكا وأصبح هو وكارديناس مقربين. خلال مكوثهما في واستيكا، قال موجيكا لكارديناس أن «الاشتراكية هي العقيدة المناسبة لحل النزاعات في المكسيك».

## روابط خارجية
- لازارو كارديناس على موقع IMDb (الإنجليزية)
- لازارو كارديناس على موقع الموسوعة البريطانية (الإنجليزية)
- لازارو كارديناس على موقع مونزينجر (الألمانية)
- لازارو كارديناس على موقع إن إن دي بي (الإنجليزية)